# Salpa thompsoni
Salpa thompsoni är en ryggsträngsdjursart som beskrevs av Foxton 1961. Salpa thompsoni ingår i släktet Salpa och familjen bandsalper.
Artens utbredningsområde är Södra Ishavet. Inga underarter finns listade i Catalogue of Life.